# فطر بن خليفة
فطر بن خليفة، هو فطر بن خليفة أبو بكر الكوفي القرشي المخزومي، مولى عمرو بن حريث الحناط المخزومي. من التابعين، قال البخاري عَن علي بْن المديني: لَهُ نحو ستين حديثا.
كان يتشيع، وابنه بكر من أصحاب جعفر الصادق. توفي سنة 153هـ، وقيل سنة 155هـ أيام أبي جعفر المنصور، وهو من المعمّرين.

## شيوخه
روى عن: إسماعيل بن رجاء الزبيدي، وحبيب بن أبي ثابت، وأبيه خليفة في أبي داود، وسعد بن عبيدة في أبي داود وكتاب عمل اليوم والليلة، وشرحبيل بن سعد مولى الأنصار في الأدب المفرد وابن ماجه، وأبي وائل شقيق بن سلمة الأسدي، وشمر بن عطية في كتاب عمل اليوم والليلة، وطاووس بن كيسان، وعاصم بن بهدلة في أبي داود، وأبي الطفيل عامر بن واثلة الليثي، وعامر الشعبي، وعبد الله بن شريك العامري في خصائص أمير المؤمنين، وعبد الجبار بن وائل بن حجر في أبي داود والنسائي، وعطاء بن أبي رباح في النسائي، وعطاء الشيبي ـ وعداده في الصحابة ـ، وعكرمة مولى ابن عباس، ومولاه عمرو بن حريث المخزومي، والقاسم بن أبي بزة في أبي داود وعمل اليوم والليلة، ومجاهد بن جبر في البخاري وأبي داود والترمذي، وأبي الضحى مسلم بن صبيح في النسائي، ومنذر الثوري في الأدب المفرد وأبي داود والترمذي ومسند علي عليه‌السلام، ومنصور بن المعتمر، ويحيى بن سام في النسائي، وأبي إسحاق السبيعي في النسائي، وأبي خالد الوالبي، وأبي فروة الجهني في أبي داود.

## من روى عنه
روى عنه: بكر بن بكار، وأبو أسامة حماد بن أسامة في أبي داود، وخلاد ابن يحيى، وسفيان الثوري في البخاري وأبي داود، وسفيان بن عيينة في الترمذي، وعبد الله بن داود الخريبي في أبي داود، وعبد الله بن المبارك في النسائي وابن ماجه، وعبد الرحمان بن محمد المحاربي في النسائي، وعبد العزيز بن أبان القرشي، وعبيد الله بن موسى في أبي داود، وعثمان بن عبد الرحمان الطرائفي في النسائي، وعلي بن قادم في خصائص أمير المؤمنين عليه‌السلام، وعمار بن رزيق في النسائي، وعمرو بن خالد الواسطي، وأبو نعيم الفضل بن دكين في الأدب المفرد وأبي داود، والفضل بن العلاء في عمل اليوم والليلة، والفضل بن موسى السيناني في النسائي، وفضيل بن عياض، وقبيصة بن عقبة في النسائي، ومحمد بن بشر العبدي في النسائي، ومحمد بن سليمان بن أبي داود الحراني في خصائص أمير المؤمنين عليه‌السلام، ومحمد بن عبد الله بن كناسة، ومحمد بن عبيد الطنافسي في النسائي، ومحمد بن يوسف الفريابي في النسائي، ومصعب بن المقدام في خصائص أمير المؤمنين عليه‌السلام، ومكي بن إبراهيم البلخي، ونائل بن نجيح، ووكيع بن الجراح، ويحيى بن آدم في عمل اليوم والليلة، ويحيى بن سعيد القطان في أبي داود والترمذي والنسائي، ويحيى بن هاشم السمسار، وأبو علي الحنفي.

## آراء العلماء فيه
- قال الذهبي:[6] «فطر بن خليفة، الشيخ العالم، المحدث الصدوق.»
- وقال العجلي: «كوفي، ثقة، حسن الحديث.»
- وقال عبد الله بن حنبل، عن أبيه: «ثقة، صالح الحديث.» قال: وقال أبي: «كان فطر عند يحيى بن سعيد ثقة.»
- وقال أبو حاتم: «صالح، كان يحيى القطان يرضاه، ويحسن القول فيه، ويحدث عنه.»
- وقال النسائي: «ليس به بأس.» وقال: «ثقة، حافظ، كيس.»
- وقال ابن داود: «فطر أوثق أهل الكوفة.»
- وقال الدارقطني: «لا يحتج به.»
- وقال الجوزجاني: «زائغ غير ثقة.»
- عده ابن حجر في الطبقة الخامسة.[7]

## وصلات خارجية
- ترجمة فطر بن خليفة في سير أعلام النبلاء للذهبي